# Puchar Portugalii w rugby union mężczyzn
Taça de Portugal – organizowane przez Federação Portuguesa de Rugby rozgrywki o randze pucharu kraju.

## Zwycięzcy
Materiał źródłowy do sezonów 1958/59–2009/10.
| Sezon | Zwycięzca                          |
| ----- | ---------------------------------- |
| 1959  | CF Os Belenenses                   |
| 1960  | nie odbyły się                     |
| 1961  | SL Benfica                         |
| 1962  | nie odbyły się                     |
| 1963  | nie odbyły się                     |
| 1964  | CF Os Belenenses                   |
| 1965  | SL Benfica                         |
| 1966  | SL Benfica                         |
| 1967  | nie odbyły się                     |
| 1968  | CDUL                               |
| 1969  | Clube de Rugby do Técnico          |
| 1970  | SL Benfica                         |
| 1971  | Clube de Rugby do Técnico          |
| 1972  | SL Benfica                         |
| 1973  | Clube de Rugby do Técnico          |
| 1974  | Associação Académica Coimbra Rugby |
| 1975  | SL Benfica                         |
| 1976  | Grupo Desportivo Direito           |
| 1977  | CDUL                               |
| 1978  | AEIS Agronomia                     |

| Sezon | Zwycięzca                          |
| ----- | ---------------------------------- |
| 1979  | CDUL                               |
| 1980  | Associação Académica Coimbra Rugby |
| 1981  | Grupo Desportivo Direito           |
| 1982  | Grupo Desportivo Direito           |
| 1983  | SL Benfica                         |
| 1984  | SL Benfica                         |
| 1985  | SL Benfica                         |
| 1986  | CDUL                               |
| 1987  | GDS Cascais                        |
| 1988  | CDUL                               |
| 1989  | CDUL                               |
| 1990  | Associação Académica Coimbra Rugby |
| 1991  | GDS Cascais                        |
| 1992  | GDS Cascais                        |
| 1993  | GDS Cascais                        |
| 1994  | Clube de Rugby do Técnico          |
| 1995  | Associação Académica Coimbra Rugby |
| 1996  | Associação Académica Coimbra Rugby |
| 1997  | Associação Académica Coimbra Rugby |
| 1998  | AEIS Agronomia                     |

| Sezon | Zwycięzca                |
| ----- | ------------------------ |
| 1999  | AEIS Agronomia           |
| 2000  | AEIS Agronomia           |
| 2001  | CF Os Belenenses         |
| 2002  | Grupo Desportivo Direito |
| 2003  | CDUP                     |
| 2004  | Grupo Desportivo Direito |
| 2005  | Grupo Desportivo Direito |
| 2006  | AEIS Agronomia           |
| 2007  | CDUP                     |
| 2008  | Grupo Desportivo Direito |
| 2009  | AEIS Agronomia           |
| 2010  | AEIS Agronomia           |
| 2011  | AEIS Agronomia           |
| 2012  | AEIS Agronomia           |
| 2013  | CDUL                     |
| 2014  | Grupo Desportivo Direito |
| 2015  | CDUL                     |
| 2016  | Grupo Desportivo Direito |
| 2017  | AEIS Agronomia           |
| 2018  |                          |

| Klub                               | Liczba zwycięstw | Lata                                                       |
| ---------------------------------- | ---------------- | ---------------------------------------------------------- |
| AEIS Agronomia                     | 10               | 1978, 1998, 1999, 2000, 2006, 2009, 2010, 2011, 2012, 2017 |
| SL Benfica                         | 9                | 1961, 1965, 1966, 1970, 1972, 1975, 1983, 1984, 1985       |
| Grupo Desportivo Direito           | 9                | 1976, 1981, 1982, 2002, 2004, 2005, 2008, 2014, 2016       |
| CDUL                               | 8                | 1968, 1977, 1979, 1986, 1988, 1989, 2013, 2015             |
| Associação Académica Coimbra Rugby | 6                | 1974, 1980, 1990, 1995, 1996, 1997                         |
| Clube de Rugby do Técnico          | 4                | 1969, 1971, 1973, 1994                                     |
| GDS Cascais                        | 4                | 1987, 1991, 1992, 1993                                     |
| CF Os Belenenses                   | 3                | 1959, 1964, 2001                                           |
| CDUP                               | 2                | 2003, 2007                                                 |